# Đường ven biển Việt Nam
Đường ven biển Việt Nam là một tuyến giao thông đường bộ đang được thi công, dài khoảng 3.041 km và cũng là tuyến đường bộ thứ 3 chạy từ Bắc vào Nam Việt Nam sau Quốc lộ 1 và đường Hồ Chí Minh - Đường cao tốc Bắc – Nam phía Đông. Tuyến đường này được xây dựng trên cơ sở làm mới hoặc nâng cấp mở rộng một số đoạn đường ven biển sẵn có (gồm cả quốc lộ, tỉnh lộ, đê biển...) theo Quyết định số: 129/2010/QĐ-TTg Hà Nội, ngày 18 tháng 01 năm 2010 về việc phê duyệt Quy hoạch chi tiết đường bộ ven biển Việt Nam.
Tuyến đường bộ ven biển bắt đầu tại cảng Núi Đỏ, Mũi Ngọc, xã Bình Ngọc, thành phố Móng Cái, Quảng Ninh tới cửa khẩu Hà Tiên, Kiên Giang với chiều dài khoảng 3.041 km, đi qua tất cả 28 tỉnh, thành phố ven biển Việt Nam. Hướng tuyến cụ thể của tuyến đường bộ ven biển kèm theo tại Phụ lục của Quyết định số: 129/2010/QĐ-TTg nêu trên.

## Quy mô
Quy mô tối thiểu của các đoạn tuyến đường bộ ven biển như sau:
1. Vùng ven biển miền Bắc (các tỉnh từ Quảng Ninh tới Ninh Bình): cấp III;
2. Vùng ven biển Bắc Trung Bộ (các tỉnh từ Thanh Hoá tới Hà Tĩnh): cấp III;
3. Vùng ven biển Trung Trung Bộ (các tỉnh từ Quảng Bình tới Quảng Trị): cấp III
4. Vùng trọng điểm miền Trung (các tỉnh từ Thừa Thiên Huế tới Bình Định): cấp III;
5. Vùng cực Nam Trung Bộ (các tỉnh từ Phú Yên tới Bình Thuận): cấp IV;
6. Vùng Đông Nam Bộ (các tỉnh từ Bà Rịa – Vũng Tàu tới Thành phố Hồ Chí Minh): cấp IV;
7. Vùng Đồng bằng sông Cửu Long (các tỉnh từ Tiền Giang tới Kiên Giang): cấp IV;

Quy mô tối thiểu áp dụng cho các đoạn tuyến làm mới và các đoạn đường hiện tại có quy mô thấp hơn quy mô tối thiểu. Các đoạn tuyến có quy mô hiện tại lớn hơn quy mô tối thiểu thì giữ nguyên. Các đoạn tuyến đã lập dự án hoặc nằm trong quy hoạch đã được phê duyệt có quy mô lớn hơn quy mô tối thiểu thì tuân thủ theo quy mô đề xuất trong dự án hoặc quy hoạch đó.

## Lộ trình
1. Km 0: Cảng Núi Đỏ - Quảng Ninh
2. Km 225: Biểu Nghi - Quảng Ninh
3. Km 257: Đình Vũ - Hải Phòng
4. Km 322: Diêm Điền - Thái Bình
5. Km 412: Hải Hòa - Nam Định
6. Km 437: Cồn Thoi - Ninh Bình
7. Km 535: Xuân Lâm - Thanh Hóa
8. Km 635: Vinh - Nghệ An
9. Km 688: Cầu Cửa Sót - Hà Tĩnh
10. Km 857: Đồng Hới - Quảng Bình
11. Km 941: Cầu Cửa Tùng - Quảng Trị
12. Km 1077: Cầu Tư Hiền - Thừa Thiên Huế
13. Km 1146: Cầu Thuận Phước - Đà Nẵng
14. Km 1191: Cầu Cửa Đại - Quảng Nam
15. Km 1283: Dung Quất - Quảng Ngãi
16. Km 1497: Nhơn Hội - Bình Định
17. Km 1588: Cầu An Hải - Phú Yên
18. Km 1764: Cầu Bình Tân - Khánh Hòa
19. Km 1877: Cầu Ninh Chữ - Ninh Thuận
20. Km 2026: Mũi Né - Bình Thuận
21. Km 2287: Cầu Hiệp Phước - Bà Rịa – Vũng Tàu
22. Km 2291: Hưng Thạnh - Thành phố Hồ Chí Minh
23. Km 2339: Bến đò Bà Lắm - Tiền Giang
24. Km 2348: Ngã ba Đê Đông - Bến Tre
25. Km 2425: Nông trường 30/4 - Trà Vinh
26. Km 2535: Vĩnh Châu - Sóc Trăng
27. Km 2604: Thị trấn Gành Hào - Bạc Liêu
28. Km 2712: Đất Mũi - Cà Mau
29. Km 2845: Rạch Tiểu Dừa - Kiên Giang
30. Km 3041: Cửa khẩu Xà Xía - Kiên Giang

## Các đoạn trùng quốc lộ
| TT | Đoạn trùng với Quốc lộ, Cao tốc  | Trùng với đường cao tốc hoặc quốc lộ | Chiều dài (Km) | Tỉnh           |
| -- | -------------------------------- | ------------------------------------ | -------------- | -------------- |
| 1  | Móng Cái – Uông Bí               | Quốc lộ 18                           | 187            | Quảng Ninh     |
| 2  | Uông Bí                          | Quốc lộ 10                           | 6,5            | Quảng Ninh     |
| 5  | Đình Vũ – Hợp Lễ                 | Đường cao tốc Hà Nội – Hải Phòng     | 10             | Hải Phòng      |
| 6  | Đoàn Xá – Văn Úc                 | Đường cao tốc Ninh Bình – Hải Phòng  | 6              | Hải Phòng      |
| 7  | Thanh Lan – Thụy Tân             | Đường cao tốc Ninh Bình – Hải Phòng  | 2              | Hải Phòng      |
| 8  | Diêm Điền – Nam Duyên            | Quốc lộ 37                           | 7              | Thái Bình      |
| 9  | Xuân Phương – Xuân Đài           | Quốc lộ 21                           | 6              | Nam Định       |
| 10 | Yên Hạnh – Hoa Phú               | Quốc lộ 10                           | 10,5           | Thanh Hóa      |
| 11 | Văn Phúc 1 - Thụy Tây            | Quốc lộ 47                           | 1,5            | Thanh Hóa      |
| 12 | Phượng Vĩ - Xuân Lâm             | Quốc lộ 1                            | 28             | Thanh Hóa      |
| 13 | Hải Thịnh - Diễn Châu            | Quốc lộ 1                            | 3              | Nghệ An        |
| 14 | Kỳ Phương - Đèo Ngang            | Quốc lộ 1                            | 21             | Hà Tĩnh        |
| 15 | Đèo Ngang - cầu Rôn              | Quốc lộ 1                            | 11,11          | Quảng Bình     |
| 16 | Cầu Gianh - cầu Lý Hòa           | Quốc lộ 1                            | 11,44          | Quảng Bình     |
| 17 | Đồng Hới                         | Quốc lộ 1                            | 6              | Quảng Bình     |
| 18 | Chí Tây - cầu Tư Hiền            | Quốc lộ 49B                          | 74,4           | Thừa Thiên Huế |
| 19 | Thổ Sơn - Hải Vân                | Quốc lộ 1                            | 23             | Thừa Thiên Huế |
| 20 | Huế - Đà Nẵng                    | Quốc lộ 1                            | 17             | Đà Nẵng        |
| 21 | Km1116/QL.1 - Km1121/QL1         | Quốc lộ 1                            | 5              | Quảng Ngãi     |
| 22 | Phú Hòa - Phú Yên                | Quốc lộ 1D                           | 15             | Bình Định      |
| 23 | Km17/QL1D - Km1261/QL.1          | Quốc lộ 1D                           | 14,5           | Phú Yên        |
| 24 | Km1261/QL.1 - Km1294/QL.1        | Quốc lộ 1                            | 33             | Phú Yên        |
| 25 | Km1358/QL.1 - Khánh Hòa          | Quốc lộ 1                            | 5              | Khánh Hòa      |
| 26 | Mũi Đá Đen - Đèo Cổ Mã           | Quốc lộ 1                            | 7              | Khánh Hòa      |
| 27 | Giao QL.1&ĐT1A - Giao QL.1&QL26B | Quốc lộ 1                            | 1              | Khánh Hòa      |
| 28 | Tân Khế - Lương Sơn              | Quốc lộ 1                            | 17             | Khánh Hòa      |
| 29 | Mỹ Ca - Mỹ Thanh                 | Quốc lộ 1                            | 23             | Khánh Hòa      |
| 30 | Cà Ná - Xóm Tám                  | Quốc lộ 1                            | 9              | Ninh Thuận     |
| 31 | Tân Thiện - Bình Châu            | Quốc lộ 55                           | 28,5           | Bình Thuận     |
| 32 | Bình Châu - Thanh Bình           | Quốc lộ 55                           | 0,5            | Vũng Tàu       |
| 33 | Giao Hòa B - Khâu Băng           | Quốc lộ 57                           | 10,00          | Bến Tre        |
| 34 | Long Hữu - Nông trường 30/4      | Quốc lộ 53                           | 2,70           | Trà Vinh       |
| 35 | Xẻo Rô - An Thới                 | Quốc lộ 63                           | 3,00           | Kiên Giang     |
| 36 | Ba Hòn - Cửa khẩu Xà Xía         | Quốc lộ 80                           | 26,62          | Kiên Giang     |

## Các giai đoạn xây dựng
Đường bộ ven biển Việt Nam đi qua tất cả các tỉnh ven biển, đây có thể coi là tuyến đường bộ dài nhất Việt Nam. Tổng chiều dài các đoạn tuyến đã có đường năm 2010 là 1.800,86 km, chiếm 59,21%; các đoạn đã có dự án là 257,01 km, chiếm 9,04%; các đoạn đã có quy hoạch là 224,47 km, chiếm 7,38%.
Dự án xây dựng bao gồm 2 giai đoạn trước và sau năm 2020. Dự kiến tổng nhu cầu vốn cần bổ sung đầu tư các đoạn tuyến đường bộ ven biển là 28.132,31 tỷ đồng và được phân bổ như sau:

### Giai đoạn trước năm 2020
Giai đoạn từ nay đến 2020: xây dựng mới, nâng cấp cải tạo khoảng 892 km; nhu cầu vốn dự kiến 16.012,69 tỷ đồng; sẽ tập trung xây dựng các đoạn tuyến tại các vùng kinh tế trọng điểm và 15 khu kinh tế ven biển đã được xác định trong Quyết định số 1353/QĐ-TTg ngày 23/9/2008, gồm: Vân Đồn (Quảng Ninh), Đình Vũ - Cát Hải (Hải Phòng), Nghi Sơn (Thanh Hóa), Đông Nam (Nghệ An), Vũng Áng (Hà Tĩnh), Hòn La (Quảng Bình), Chân Mây - Lăng Cô (Thừa Thiê Huế), Chu Lai (Quảng Nam), Dung Quất (Quảng Ngãi), Nhơn Hội (Bình Định), Nam Phú Yên (Phú Yên), Vân Phong (Khánh Hòa), Phú Quốc (Kiên Giang), Định An (Trà Vình), Năm Căn (Cà Mau).

### Giai đoạn sau năm 2020
Giai đoạn sau năm 2020: xây dựng mới, nâng cấp cải tạo khoảng 1.058 km, nhu cầu vốn dự kiến 12.119,62 tỷ đồng; hình thành tuyến đường bộ ven biển trên toàn quốc và nâng cấp, cải tạo các đoạn tuyến theo quy mô đã được xác định trong quy hoạch, nhằm hoàn chỉnh toàn tuyến đường bộ ven biển quốc gia.

## Thông tin các tuyến

### Đoạn Móng Cái - Hạ Long:

#### Đường cao tốc Vân Đồn – Móng Cái:
Đường cao tốc Vân Đồn – Móng Cái chính thức khởi công xây dựng vào ngày 3 tháng 4 năm 2019 và chính thức khánh thành, thông xe vào ngày 1 tháng 9 năm 2022. Đường cao tốc này có quy mô 4 làn xe và 2 làn dừng khẩn cấp, vận tốc thiết kế 120 km/h, có chiều dài gần 80 km và có tổng vốn đầu tư hơn 13.000 tỷ đồng. Tuyến cao tốc này bắt đầu từ Km 88 + 885 (xã Đoàn Kết, huyện Vân Đồn, cạnh sân bay Quốc tế Vân Đồn) và kết thúc tại Km 175 + 820 (giao với đường tỉnh 335 và đường dẫn cầu Bắc Luân II tại thành phố Móng Cái).
Đây là tuyến cao tốc đường bộ thứ 3 của Quảng Ninh, sau các tuyến cao tốc Hạ Long – Hải Phòng và Hạ Long – Vân Đồn, đưa Quảng Ninh trở thành địa phương có số km cao tốc lớn nhất cả nước (176 km). Tuyến đường đưa vào sử dụng kết nối đồng bộ, hiện đại, liên thông, tổng thể với cao tốc Lào Cai – Hà Nội– Hải Phòng – Hạ Long – Vân Đồn – Móng Cái , tạo thành tuyến cao tốc dài nhất Việt Nam (gần 600 km).

#### Đường cao tốc Hạ Long – Vân Đồn:
Đường cao tốc Hạ Long – Vân Đồn được khởi công vào tháng 9 năm 2015 và hoàn thành vào cuối năm 2018. Đường cao tốc có quy mô 4 làn xe và 2 làn dừng khẩn cấp, vận tốc thiết kế 100 km/h, có chiều dài hơn 64 km và có tổng vốn hơn 12.000 tỷ đồng. Tuyến cao tốc này bắt đầu từ Km 25 + 00 tại nút giao Minh Khai (giao với cao tốc Hạ Long – Hải Phòng và Quốc lộ 18 tại Đại Yên) và kết thúc tại Km 88 + 885 (gần Sân bay quốc tế Vân Đồn) tại xã Đoàn Kết (huyện Vân Đồn).

#### Đoạn Hải Phòng – Thái Bình
Tổng chiều dài toàn tuyến đường bộ ven biển dài 35,5 km với điểm đầu dự án nối ngã 3 giao đường tỉnh 353 thuộc phường Minh Đức, quận Đồ Sơn, Hải Phòng. Điểm cuối dự án Km29 + 706,89 giao với Quốc lộ 37 đang thi công tại lý trình Km 2 + 384,15 thuộc xã Thụy Liên, huyện Thái Thụy, Thái Bình. Tuyến đường có quy mô đường cấp 3 đồng bằng, tốc độ thiết kế 80 km/giờ.
Đối với đoạn từ nút giao đường tỉnh 361 (Km 4 + 855) đến cuối tuyến quy mô đường cao tốc, tốc độ thiết kế 100 km/giờ. Nền đường rộng 12 m gồm 2 làn xe cơ giới, lề gia cố 4m và 1m lề đất. Kết cấu mặt đường loại cấp cao A1. Trên toàn tuyến có 8 cầu, trong đó có 2 cầu lớn, 3 cầu trung  và 3 cầu nhỏ. Khổ thông thuyền tương ứng với sông Thái Bình 40x7 m, sông Văn Úc là 100x25m; tĩnh không vượt đường bộ  là 4,75m.
Công trình có tổng mức đầu tư hơn 3.460 tỷ đồng

#### Đoạn qua tỉnh Thái Bình:
Theo thiết kế, tuyến đường có điểm đầu kết nối với tuyến ven biển TP Hải Phòng, điểm cuối kết nối với tỉnh Nam Định, tổng chiều dài hơn 34 km.Tuyến đường được xây dựng theo quy mô đường cấp III đồng bằng, rộng 12 m với 4 làn xe, vận tốc thiết kế 80 km/h. Toàn tuyến có tới 12 cầu, trong đó có 5 cầu lớn vượt sông Trà Lý, sông Hồng, sông Diêm Hộ, sông Lân 1 và sông Lân 2 cùng 7 cầu trung và nhỏ. Các cầu lớn được thiết kế bê tông cốt thép dự ứng lực theo công nghệ dầm đúc hẫng, chịu động đất cấp VII, tải trọng va tàu 2.000 DWT. Tổng mức đầu tư 3.872 tỷ đồng.
Theo quy hoạch đường bộ ven biển Việt Nam được Thủ tướng phê duyệt thì đoạn đi qua tỉnh Thái Bình nằm trong tổng thể tuyến đường bộ ven biển Quảng Ninh – Thanh Hóa được đồng ý chủ trương đầu tư từ năm 2015.

#### Đoạn Nam Định – Ninh Bình:
Tuyến đường ven biển Nam Định dài 65 km nhằm kết nối mạng lưới giao thông trong khu vực đồng bằng Bắc bộ. Dự án có tổng mức đầu tư 2.791 tỷ đồng, thời gian thực hiện từ 2020 đến 2024. Điểm đầu dự án tại đê hữu sông Hồng, đê biển Giao Thủy, xã Giao Thiện, huyện Giao Thủy; điểm cuối dự án là bờ tả sông Đáy, đê biển Nghĩa Hưng, xã Nghĩa Hải, huyện Nghĩa Hưng, tỉnh Nam Định. Tuyến đường đầu tư theo quy mô đường cấp III đồng bằng, thiết kế đồng bộ các công trình trên tuyến bảo đảm phù hợp với quy mô cấp đường.
Dự án đầu tư xây dựng tuyến đường bộ ven biển đoạn qua tỉnh Ninh Bình (giai đoạn I) có tổng mức đầu tư 682,091 tỷ đồng, trong đó chi phí xây dựng là 531,965 tỷ đồng. Chủ đầu tư là Ban Quản lý đầu tư xây dựng công trình giao thông tỉnh Ninh Bình. Điểm đầu dự án: Km0+0,00 vị trí tiếp giáp với dự án đường ven biển Nam Định Km65+580 thuộc địa phận xã Nghĩa Hải, huyện Nghĩa Hưng, tỉnh Nam Định; Điểm cuối dự án: Km3+250 vị trí đấu nối với dự án đường ven biển Kim Sơn đang thi công hoàn thiện (Km0+360 lý trình dự án đường ven biển Kim Sơn) thuộc địa phận xã Cồn Thoi, huyện Kim Sơn, tỉnh Ninh Bình. Tổng chiều dài khoảng 3,25 km, trong đó: Phần đường là 2,063 km; phần cầu vượt sông Đáy là 1,187 km (tính đến đuôi mố).

### Đoạn Thanh Hoá – Nghệ An

#### Đoạn qua tỉnh Thanh Hoá
Dự án đường giao thông ven biển nối thành phố Sầm Sơn với Khu Kinh tế Nghi Sơn (giai đoạn 1) có chiều dài tuyến 16,946 km và tuyến nhánh 3,116 km. Điểm bắt đầu từ Km 0 + 000 giao với Đại lộ Nam Sông Mã tại Km 13 + 681 thuộc thôn Xuân Phương, phường Quảng Châu (thành phố Sầm Sơn) và điểm cuối Km 16 + 946 bắt đầu cầu Ghép thuộc thôn Bình, xã Quảng Nham, huyện Quảng Xương. Trên tuyến chính xây dựng một cầu vượt sông Rào. Theo thiết kế tuyến chính từ Km 0 + 00 – Km 7 + 560 được xây dựng quy mô đường phố chính khu vực với vận tốc 60Km/h, chiều rộng mặt đường Bm=2x15m=30. Đoạn từ Km 7 + 560 – Km 16 + 946,35 được xây dựng quy mô đường cấp III đồng bằng, vận tốc thiết kế Vtk-80Km/h với chiều rộng mặt đường Bm=2x3,5m=7m. Riêng tuyến nhánh bắt đầu từ Km 0 + 00 giao với đường 4C và cắt tuyến chính tại Km 14 + 283,33 (thuộc xã Quảng Lợi, huyện Quảng Xương). Còn điểm cuối ở Km 3 + 115,87 giao với Quốc lộ 1 tại Km 342 + 900 (thuộc xã Quảng Lĩnh, huyện Quảng Xương). Đường được xây dựng cải tạo, nâng cấp đạt đường cấp IV đồng bằng với vận tốc thiết kế Vtk=60Km/h, chiều rộng mặt đường 7m. Dự án này do Sở GTVT Thanh Hóa làm chủ đầu tư với tổng mức trên 1.479 tỷ đồng, khởi công tháng 2 năm 2017 và dự kiến hoàn thành vào cuối năm 2019.
Dự án đầu tư xây dựng tuyến đường bộ ven biển, đoạn Nga Sơn – Hoằng Hóa, có chiều dài 23,723 km, đi qua địa bàn các huyện Nga Sơn, Hậu Lộc, Hoằng Hóa. Trong đó, điểm đầu tại xã Nga Tiến (Nga Sơn), kết nối với dự án ven biển tỉnh Ninh Bình; điểm cuối tại xã Hoằng Ngọc (Hoằng Hóa) kết nối với dự án ven biển đoạn Hoằng Hóa - Sầm Sơn. Công trình này có tổng mức đầu tư 2,242 tỷ đồng, được thực hiện từ tháng 12/2021 đến tháng 12/2024.
Đoạn tuyến Hoằng Hóa – Sầm Sơn dài 12,3 km có điểm đầu tại vị trí giao với đường tỉnh 510 thuộc địa phận xã Hoằng Ngọc, huyện Hoằng Hóa; điểm cuối nối vào tuyến đường giao thông nối thị xã Sầm Sơn với khu kinh tế Nghi Sơn (thuộc địa phận phường Quảng Châu, TP. Sầm Sơn).Đoạn tuyến Quảng Xương - Tĩnh Gia dài 17,2 km có điểm đầu nối tiếp vào điểm cuối của dự án đường giao thông nối thị xã Sầm Sơn với khu kinh tế Nghi Sơn thuộc địa phận xã Quảng Lợi, huyện Quảng Xương; điểm cuối nối tiếp vào dự án phát triển tổng hợp các đô thị động lực - tiểu dự án đô thị Tĩnh Gia thuộc địa phận xã Ninh Hải, huyện Tĩnh Gia (nay là thị xã Nghi Sơn). Tổng vốn đầu tư 2 đoạn tuyến là 3.400 tỷ đồng.

#### Đoạn qua tỉnh Nghệ An
Dự án đường ven biển Nghi Sơn – Cửa Lò là dự án đầu tư theo hình thức đối tác công tư (PPP) với tổng mức đầu tư dự kiến là 4.850 tỷ đồng, phân kỳ đầu tư thành 2 giai đoạn, thời gian thực hiện từ 2017 - 2022. Giai đoạn 1 sẽ đầu tư xây dựng đoạn từ Khu kinh tế Đông Nam đến cầu Cửa Hội với tổng mức đầu tư 1.690 tỷ đồng. Giai đoạn 2 sẽ đầu tư đoạn từ cảng Đông Hồi đến Khu kinh tế Đông Nam với tổng mức đầu tư 3.160 tỷ đồng. Đường ven biển Nghi Sơn – Cửa Lò có chiều dài khoảng 90 km đi qua các xã ven biển thuộc các huyện Quỳnh Lưu, Diễn Châu, Nghi Lộc, thành phố Vinh, tỉnh Nghệ An. Điểm đầu tuyến (Km 0) giáp ranh giữa hai tỉnh Nghệ An và Thanh Hóa tại khu vực phía Đông núi Răng Cưa (thuộc xã Hải Hà – Nghi Sơn – Thanh Hóa và xã Quỳnh Lập – Nghệ An). Điểm cuối tuyến (Km 90) nối với đường ven Sông Lam ở khu vực phường Nghi Hải, thành phố Vinh.

### Đoạn Hà Tĩnh – Quảng Bình

#### Đoạn qua tỉnh Hà Tĩnh
Tuyến đường bộ ven biển Xuân Hội – Thạch Khê – Vũng Áng (gọi tắt là đường ven biển Hà Tĩnh) có chiều dài 120 km, bắt đầu từ cầu Cửa Hội (huyện Nghi Xuân) đến điểm giao với quốc lộ 12C ở cảng Vũng Áng (thị xã Kỳ Anh). Tuyến đường ven biển này đi qua 6 địa phương của Hà Tĩnh, gồm 5 huyện: Nghi Xuân, Lộc Hà, Thạch Hà, Cẩm Xuyên, Kỳ Anh và thị xã Kỳ Anh.

### Đoạn Quảng Trị – Thừa Thiên Huế
Dự án có quy mô chiều dài toàn tuyến 55 km, riêng giai đoạn 1 đầu tư tuyến đường với tổng chiều dài 48 km, chia thành 2 đoạn. Đoạn 1 từ ranh giới tỉnh Quảng Bình đến bắc cầu Cửa Việt dài 36 km, đoạn 2 nối từ đường trung tâm trục dọc Khu kinh tế Đông Nam đến thành phố Đông Hà dài 12,2 km.

### Đoạn Đà Nẵng – Quảng Nam

#### Đoạn qua tỉnh Quảng Nam
Đoạn qua tỉnh Quảng Nam được đặt tên đường Võ Chí Công, bắt đầu từ Hội An đến sân bay Chu Lai và dài 69 km. Trong đó, đoạn từ Hội An đến dốc Diên Hồng dài 42,5 km được đầu tư 1/2 mặt cắt ngang theo quy hoạch và đã khai thác từ năm 2016. Đoạn còn lại từ dốc Diên Hồng (TP. Tam Kỳ) đến sân bay Chu Lai (huyện Núi Thành) có chiều dài 26,5 km, mặt cắt ngang 12,5m với tổng mức đầu tư 1.479 tỷ đồng.

#### Đoạn Dung Quất – Sa Huỳnh
Dự án Đường ven biển Dung Quất – Sa Huỳnh được đầu tư với quy mô đường cấp III đồng bằng và đường cấp II đối với đoạn Mỹ Khê - Trà Khúc (6 làn xe, nền đường rộng 36m, mặt đường rộng 23m và dải phân cách rộng 3m). Đoạn Dung Quất – Mỹ Khê được đầu tư xây dựng theo tiêu chuẩn đường phố cấp III, với nền đường rộng 12m, mặt đường rộng 11m,
Dự án được chia làm 2 giai đoạn, đến nay, giai đoạn I: Đoạn Dung Quất – Mỹ Khê, đoạn Mỹ Khê – Trà Khúc và đoạn Trà Khúc – Ngã ba Quán Lượng đã hoàn thành, đưa vào sử dụng. Bên cạnh đó, dự án Cầu Cổ Lũy kết nối 2 tuyến đường bờ Bắc – Nam sông Trà Khúc cũng đã hoàn thành trong năm 2020.
Dự kiến, giai đoạn II của dự án có tổng chiều dài hơn 70 km sẽ tiếp tục đầu tư trong giai đoạn 2018 – 2025. Trong đó, giai đoạn IIa,  từ đoạn Cầu Cửa Đại – Đức Minh, tổng chiều dài tuyến 20,1 km, chiều dài cầu 1.500m (7 cầu), thực hiện từ năm 2019 – 2022; giai đoạn IIb, tiếp tục đầu tư từ đoạn Dung Quất – Mỹ Khê, đoạn Đức Minh – Phổ Quang, đoạn Phổ Quang – Sa Huỳnh và đoạn nối đường liên thôn Tấn Lộc – Châu Me giáp ranh giới tỉnh Bình Định, thực hiện từ năm 2021 – 2025.Tổng kinh phí đầu tư hơn 4.000 tỷ đồng.
Dự án tuyến đường Dung Quất – Sa Huỳnh là tuyến chạy dọc theo bờ biển, nằm trong quy hoạch tuyến đường ven biển Việt Nam, nối các đường ven biển của tỉnh Quảng Nam, Bình Định nhằm gắn kết các vùng kinh tế trọng điểm miền Trung.

### Đoạn Bình Định – Phú Yên
Nhằm kết nối hạ tầng giao thông đồng bộ, tạo động lực thu hút đầu tư, đẩy mạnh phát triển KT-XH, đảm bảo an ninh - quốc phòng các địa phương ven biển, tỉnh Bình Định đã có chủ trương nâng cấp, mở rộng tuyến đường ven biển đoạn từ phường Ghềnh Ráng (TP Quy Nhơn) đến phường Tam Quan Bắc (Thị xã Hoài Nhơn) dài 130 km. Trong đó, 3 đoạn ĐT.639 đã hoàn thành gồm: Cầu Lại Giang - cầu Thiện Chánh (TX.Hoài Nhơn) dài 9,57 km, tổng vốn 534 tỉ đồng; 2 đoạn Đề Gi - Mỹ Thành và Cát Tiến - Đề Gi tổng vốn 1.967 tỉ đồng, dài 40 km. Ngoài ra, đoạn Cát Tiến - Diêm Vân dài 14 km từ H.Phù Cát đến H.Tuy Phước nối QL19 mới, tổng vốn hơn 2.600 tỉ đồng và đoạn nối QL19 với QL1D dài 4,3 km đang thi công.

### Đoạn Khánh Hòa – Thành phố Hồ Chí Minh
Đoạn Khánh Hoà – Thành phố Hồ Chí Minh có tổng chiều dài khoảng 640 km.

#### Đoạn qua tỉnh Ninh Thuận
Tuyến đường ven biển tỉnh Ninh Thuận có tổng chiều dài 106 km, bắt đầu từ khu du lịch Cà Ná đến khu vực giáp ranh với thôn Mỹ Thanh, xã Cam Thịnh Đông, thành phố Cam Ranh, tỉnh Khánh Hòa; kết cấu mặt đường bê tông nhựa nóng. Dự án đầu tư xây dựng tuyến đường ven biển tỉnh Ninh Thuận có ý nghĩa rất to lớn về kinh tế, chính trị, văn hóa, quốc phòng - an ninh của tỉnh nói riêng và của khu vực nói chung. Đặc biệt, công trình cầu An Đông sẽ là một công trình có công năng hiện đại và là điểm nhấn của TP. Phan Rang – Tháp Chàm để phát triển du lịch của tỉnh.

#### Đoạn qua tỉnh Bình Thuận
Bình Thuận có bờ biển dài 192 km, phong phú cảnh quan thiên nhiên và nhiều điểm di tích văn hóa - lịch sử nổi tiếng. Hệ thống đường giao thông (Quốc lộ 1, quốc lộ 55, tỉnh lộ 719 ...) xuyên suốt bờ biển, kết nối các điểm du lịch ven biển với các đô thị, tạo sự thuận lợi cho việc phát triển ngành du lịch nói riêng và kinh tế địa phương nói chung.
Hiện tỉnh Bình Thuận đang kiến nghị làm 3 tuyến đường quan trọng sau: Đường tỉnh 719B Phan Thiết – Kê Gà, thiết kế dài 25,4 km, rộng 16m, tổng mức đầu tư gần 1.000 tỷ đồng; đường tỉnh 719B Kê Gà – Tân Thiện, thiết kế dài 32,4 km, rộng 8m, tổng mức đầu tư 600 tỷ đồng; Đường tỉnh 711 có điểm đầu giao QL 28 (Hàm Thuận Bắc) cắt ngang Quốc lộ 1, điểm cuối giao trục ven biển Đường tỉnh 706B, dài 41 km, tổng mức đầu tư 1.490 tỷ đồng.
Vừa qua tỉnh đã đầu tư hoàn thành trục đường Hòa Thắng – Hòa Phú (tổng mức đầu tư gần 1.000 tỷ đồng)  nối liền mạch ven biển phía Bắc tỉnh từ Phan Thiết - Tuy Phong.

#### Đoạn qua tỉnh Bà Rịa – Vũng Tàu
Dự án nâng cấp, mở rộng ĐT994 với chiều dài gần 77 km, quy mô từ 6 - 8 làn xe, vận tốc thiết kế đoạn ngoài đô thị và khu dân cư 80 km/h, trong đô thị và khu đông dân cư 50 km/h. Điểm đầu tuyến giao với đường 991B xã Tân Hòa (TX.Phú Mỹ), cuối tuyến giao với quốc lộ 55 xã Bình Châu (H.Xuyên Mộc).
Bao gồm các đoạn:
Đoạn từ thành phố Vũng Tàu đến Bình Châu dài 61 km, đi qua ba huyện ven biển của tỉnh Bà Rịa – Vũng Tàu đã được đưa vào sử dụng
Đoạn Cầu Gò Găng – Long Sơn dài 16 km
Đoạn liên cảng từ Long Sơn đến cầu Phước An 18 km.

### Đoạn Tiền Giang – Kiên Giang

#### Đoạn qua tỉnh Kiên Giang
Tuyến đường bộ ven biển qua địa tỉnh Kiên Giang có chiều dài 231 km, giáp ranh với tỉnh Cà Mau, thuộc địa bàn huyện An Minh đến Cửa khẩu quốc tế Hà Tiên. Hiện, đã hoàn thành đoạn từ cửa khẩu quốc tế Hà Tiên đến khu du lịch Hòn Trẹm (Kiên Lương), đường Ba Tháng Hai trên địa bàn TP Rạch Giá; đang triển khai thi công đoạn Rạch Giá – Châu Thành và Rạch Giá – Hòn Đất và đoạn Hòn Đất – Kiên Lương.